# Orneta
Orneta (germană Wormditt) este un oraș în Polonia.